# William Weisband

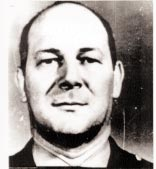
W. Weisband

William Wolf Weisband (* 28. Augustjul. / 10. September 1908greg. in Odessa; † 14. Mai 1967 bei Washington, D.C.) war ein US-amerikanischer Spion.
Weisband wurde im russischen Kaiserreich als Sohn russischer Juden geboren. Seine Familie wanderte in den 1920er Jahren die USA aus, 1938 wurde er dort eingebürgert. Im Jahr 1942 trat er als Sprachspezialist in die Fernmeldeaufklärung der United States Army ein.
Im Jahr 1950 wurde seine Spionagetätigkeit für die Sowjetunion entdeckt. Weisband hatte unter anderem das VENONA-Projekt verraten. Er entging einer Verurteilung, weil die Aktivitäten der Fernmeldeaufklärung nicht in einem Gerichtsverfahren offengelegt werden sollten. Hingegen verbrachte er ein Jahr im Gefängnis, weil er einer Vorladung nicht nachkam.
Er starb 1967 an einem Herzinfarkt.